# Оранджвіль (Онтаріо)

 О́ранджвіль  (англ. Orangeville)  — містечко в Канаді у графстві Дафферін, провінції Онтаріо.
Оранджвіль названо на честь бізнесмена Оранджа Лоуренс (англ. Orange Lawrence), родженця штату Коннектикут (1796), який володів кількома млинами в селі.
Відповідно до Перепису населення Канади 2011 року:
- Населення: 27 975 (2011)
- % Зміна населення (2006–2011): 3.9
- Житла: 10 265
- Площа (км²): 15,61
- Щільність (чоловік на км ²): 1 791,6

## Відомі люди
Едж (англ. Edge); справжнє ім'я — Адам Джозеф Копленд (англ. Adam Joseph Copeland); нар. 30 жовтня 1973 Оранджвіль — відомий реслер, який виступав в World Wrestling Entertainment та 11 квітня 2011 повідомив про завершення спорткар'єри.